# Edward Stevenson
Edward Stevenson, nato Edward Manson Stevenson, (Pocatello, 13 maggio 1906 – Los Angeles, 2 dicembre 1968), è stato un costumista statunitense.
Fu capo designer alla RKO dal 1936 al 1951.

## Biografia
Nato Edward Manson Stevenson a Pocatello, nell'Idaho, all'età di sedici anni si trasferì con la famiglia a Hollywood. La sua carriera di designer iniziò quando fece per Norma Talmadge degli schizzi per i suoi costumi. Alla MGM, fu - a diciannove anni - assistente di Erté quando il celebre scenografo e costumista parigino di origine russa arrivò a Hollywood per disegnare alcuni film.
Lasciata la scuola dopo essersi diplomato, Stevenson diventò assistente designer alla Fox. Passò in seguito alla First National dove rimase per due anni e mezzo. Negli anni trenta, fu il designer personale di alcune delle dive più famose della casa, tra cui Barbara Stanwyck e Jean Harlow.
Nel 1936, diventò alla RKO assistente di Bernard Newman - che aveva sostituito Walter Plunkett. Dopo il ritiro di Newman, Stevenson ne prese il posto che conservò nei quindici anni seguenti. In seguito, lavorò per la Twentieth Century Fox per poi passare alla televisione, dove fu uno dei designer più apprezzati, lavorando per la famosa serie Lucy ed io, in cui vestiva la protagonista Lucille Ball.

## Filmografia
- The White Moth, regia di Maurice Tourneur - costumi aggiunti (1924)
- Smiling Irish Eyes, regia di William A. Seiter - costumista (1929)
- Donna senza amore (Her Private Life), regia di Alexander Korda - costumista (1929)
- La favorita di Broadway (The Painted Angel), regia di Millard Webb - costumista (1929)
- Sally, regia di John Francis Dillon - costumista non accreditato (1929)
- La squadriglia dell'aurora (The Dawn Patrol), regia di Howard Hawks - designer guardaroba (1930)
- Show Girl in Hollywood, regia di Mervyn LeRoy - costumista, non accreditato (1930)
- La sferzata (The Lash), regia di Frank Lloyd (1930)
- The Truth About Youth, regia di William A. Seiter (1930)
- The Millionaire, regia di John G. Adolfi (1931)
- La donna di platino (Platinum Blonde), regia di Frank Capra (1931)
- The Life of the Party, regia di William A. Seiter (1937)
- Musica per signora (Music for Madame), regia di John G. Blystone (1937)
- Girandola (Carefree), regia di Mark Sandrich - guardaroba (1938)
- Gunga Din, regia di George Stevens (1939)
- Un grande amore (Love Affair), regia di Leo McCarey (1939)
- La valle degli uomini rossi (Valley of the Sun), regia di George Marshall (1942)
- The Ghost Ship, regia di Mark Robson (1943)
- Il denaro non è tutto (Higher and Higher), regia di Tim Whelan (1943)
- Mademoiselle Fifi, regia di Robert Wise (1944)
- Romanzo del West (Tall in the Saddle), regia di Edwin L. Marin (1944)
- Hotel Mocambo (Step Lively), regia di Tim Whelan (1944)
- Le sorprese dell'amore (Bride By Mistake), regia di Richard Wallace (1944)
- Nel mar dei Caraibi (The Spanish Main), regia di Frank Borzage - costumi (1945)
- La vita è meravigliosa (It's a Wonderful Life), regia di Frank Capra (1946)
- Serenata messicana (Honeymoon), regia di William Keighley - costumi (1947)
- Il gigante di New York (Easy Living), regia di Jacques Tourneur (1949)
- I figli dei moschettieri (At Sword's Point), regia di Lewis Allen (1952)
- La frusta d'argento (The Silver Whip), regia di Harmon Jones (1953)